# Christliches Viertel von Jerusalem

Das Christliche Viertel

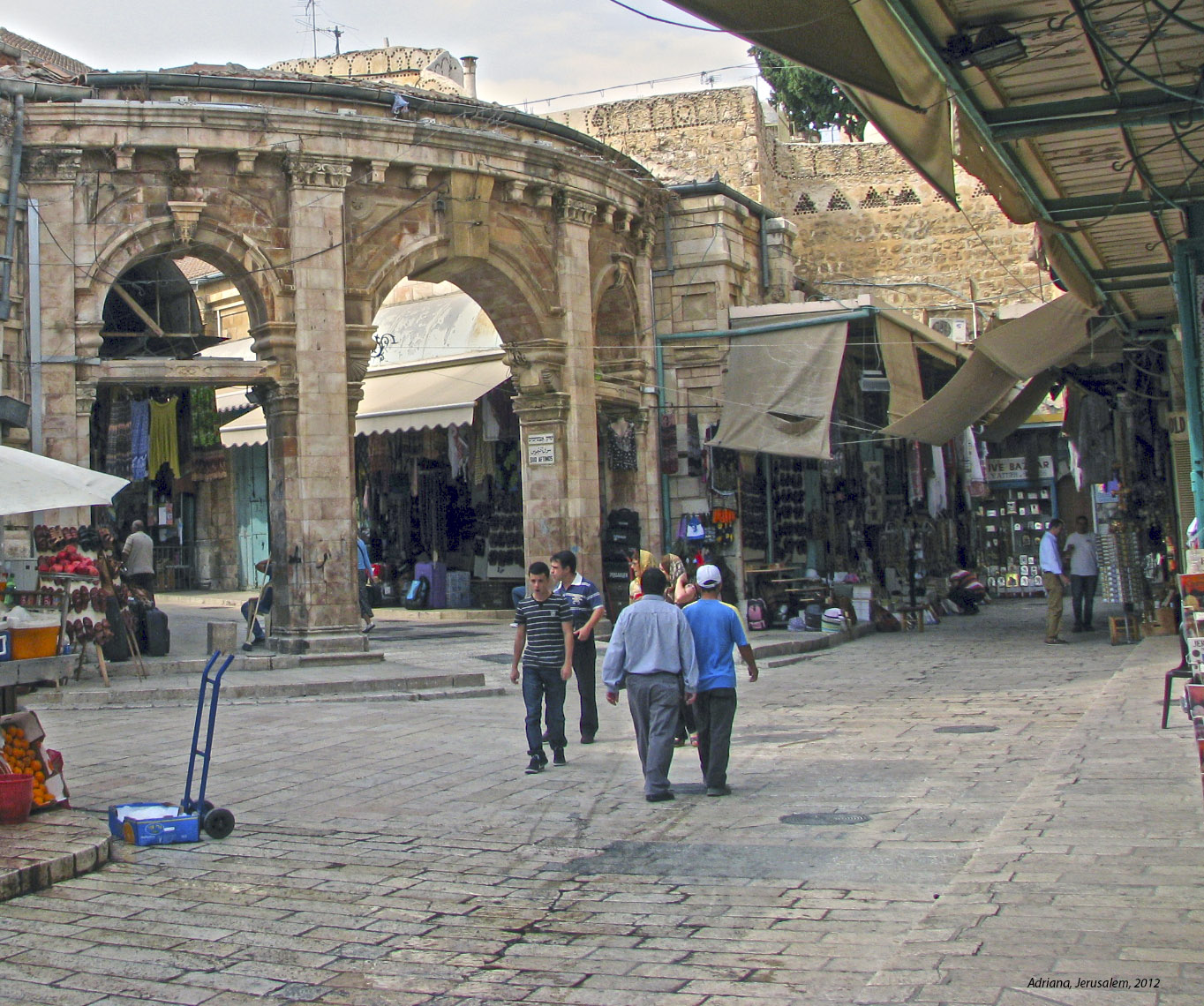
Ein Tag im Christlichen Viertel

Das Christliche Viertel von Jerusalem (arabisch حارة النصارى, hebräisch הַרֹבַע הַנוֹצְרִי) ist eines der vier Viertel der Altstadt von Jerusalem, die anderen drei sind das jüdische Viertel, das muslimische Viertel und das armenische Viertel. Das christliche Viertel liegt in der nordwestlichen Ecke der Altstadt. Zusätzlich grenzt das Viertel ans jüdische und ans armenische sowie an das muslimische Viertel. Das christliche Viertel enthält etwa 40 unterschiedlichen christlichen Konfessionen heilige Orte.

## Beschreibung
Mit 19 Hektar ist das Viertel deutlich kleiner als das Muslimische Viertel. Zusätzlich enthält es auch zahlreiche Souvenirläden, Kaffeehäuser, Restaurants und Hotels. Die meisten Geschäfte befinden sich in der Marktstraße oder der David Street. Das Viertel enthält auch noch kleine Museen. Im südwestlichen Teil des Viertels befindet sich das Hiskija-Becken, dieses wird verwendet um Regenwasser zu speichern.

## Sehenswürdigkeiten
- die Grabeskirche
- die Erlöserkirche
- der Muristan
- die Zitadelle
- das Salvatorkloster
- das Griechisch-orthodoxe
- und das Griechisch-katholische Patriarchat.